# Crepe (culinária)

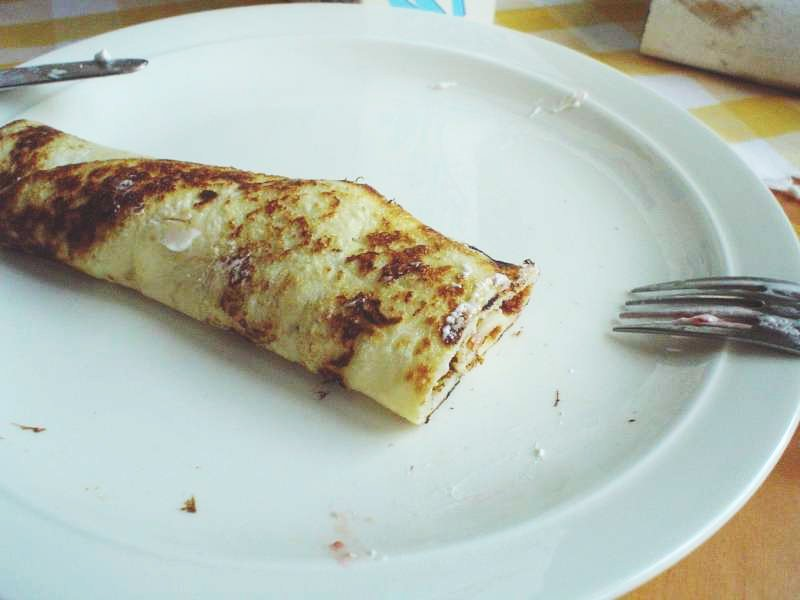
Crepe enrolado

O crepe, (pronúnciaⓘ) palavra que vem do francês crêpe, derivada do latim crispus, que significa wikt:crespo, é um tipo de panqueca feito à base de farinha de trigo, leite e ovos. A massa é preparada de forma que possa formar uma camada delgada no fundo duma frigideira apenas pincelada com manteiga ou outra gordura. O crepe é geralmente comido depois de enriquecido com algum recheio, que pode ser doce ou salgado.
Os restaurantes especializados em crepes são normalmente chamados de creperias, ou casa de crepes, e geralmente são considerados lanches ou sobremesas.

## História dos crepes
Os crepes são originários da Bretanha, depois do trigo-mourisco ter sido introduzido naquela região no século XII, e eram primeiro chamados galettes, que significa "bolos achatados". Os crepes de farinha branca só apareceram no início do século XX, quando a farinha de trigo se tornou acessível, assim como o açúcar; estes crepes são tão finos como as galettes de trigo-mourisco, mas são mais macios, por serem confecionados com ovos, leite e manteiga. Na Bretanha, os crepes e as galettes são tradicionalmente servidas com sidra.
Na França, o dia 2 de fevereiro é também chamado "dia dos crepes" ou fête de la chandeleur e para além de se fazerem e servirem crepes em abundância, também se faz uma manobra de previsão do futuro: a pessoa que está a fazê-los deve segurar uma moeda com a mão com que escreve, ao mesmo tempo que segura a frigideira com a outra mão para virar o crepe e, se conseguir que o crepe caia dentro da frigideira, isso significa boa fortuna para a família durante o resto do ano.

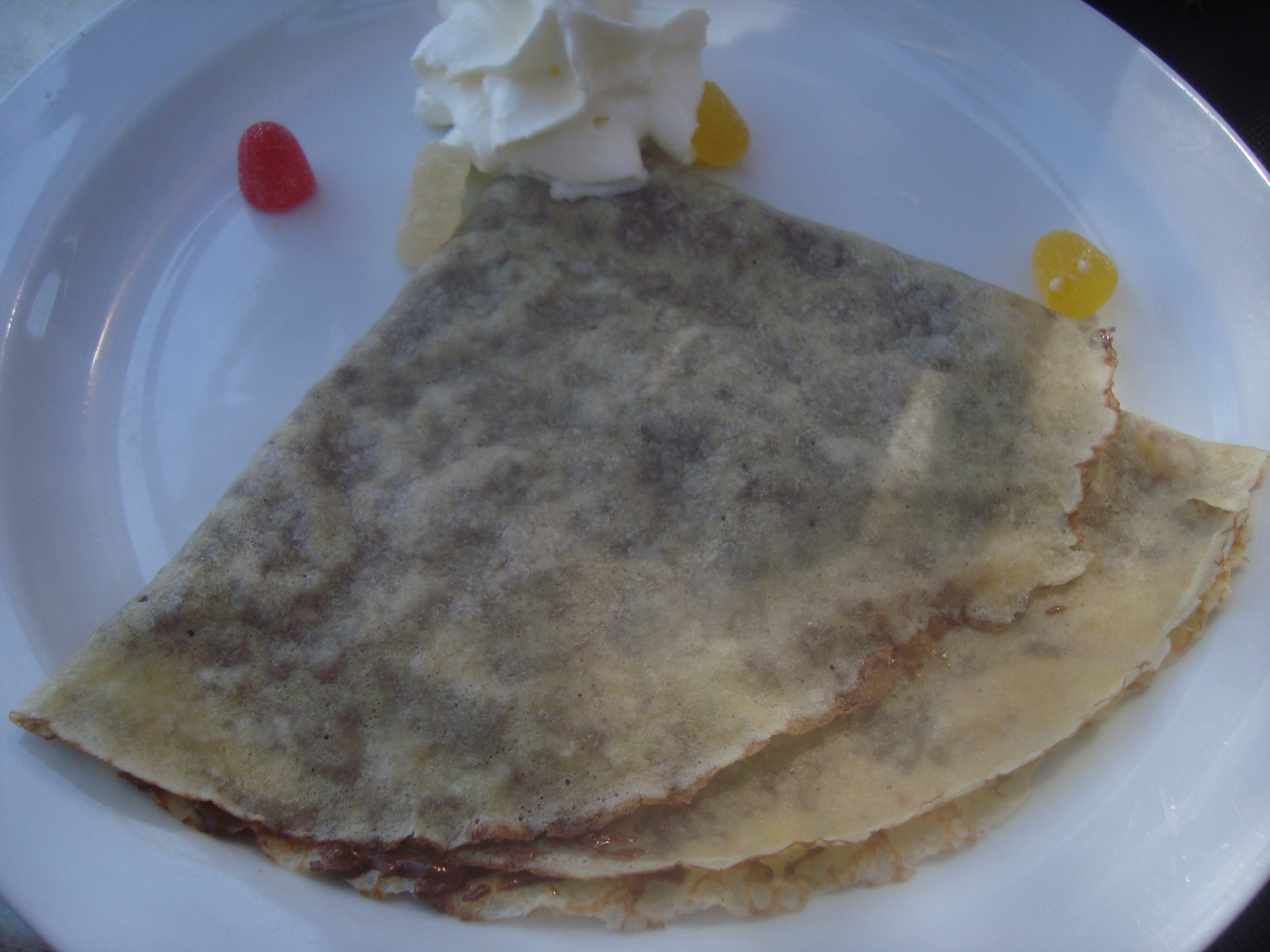
Crepe de Nutella

## Noutros países
Para além de se terem tornado populares em praticamente todo o mundo, iguarias iguais ou semelhantes aos crepes franceses existem em vários países. Na Espanha, faz parte da culinária da Galiza, onde tem o nome de filloa ou freixó, e das Astúrias, onde tem os nomes de frixuelu, fiyueles, freixuelos ou frisuelos.; na Itália, são chamadas crespelle; na Hungria, palacsintas; em Israel, blintzes; na Escandinávia, plattars, na Rússia, blini; e na Grécia, kreps.
Crepe suíço 

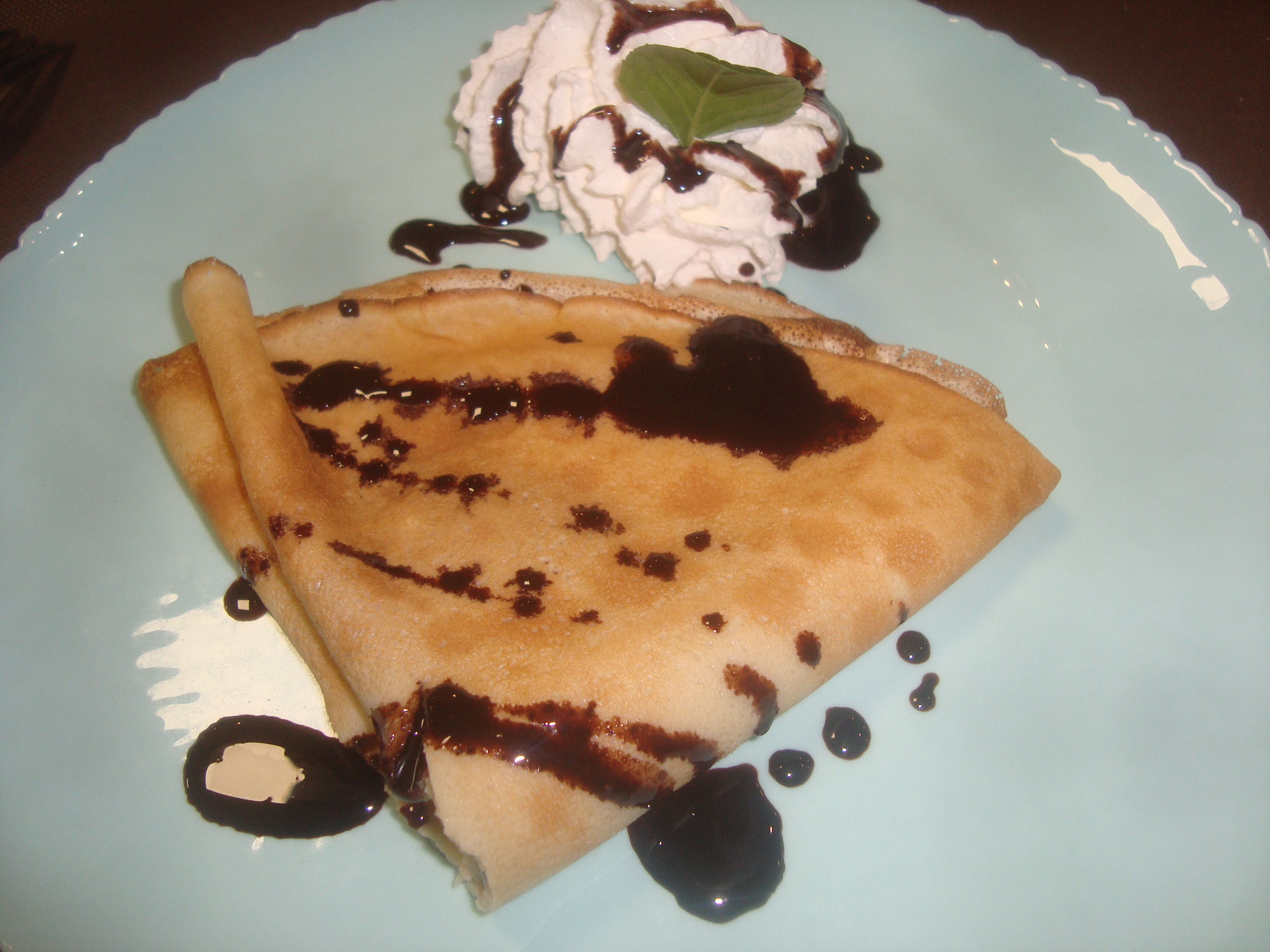
Crepe de chocolate

O crepe suíço, ou crepe no palito, não deve ser confundido com o crepe francês, apesar da semelhança da massa e da receita. Para que se possa adquirir o resultado apropriado, é necessário acrescentar mais gordura, deixando-a com uma textura mais consistente. Esta massa é assado direto com o recheio em uma máquina específica e usa-se um palito para segurar, podendo ser preparado com variações de recheios, como doce ou salgado.